# 강림초등학교 부곡분교
강림초등학교 부곡분교는 대한민국 강원도 횡성군 강림면 부곡리 617에 있었던 공립 초등학교이다.

## 연혁
- 1947.03.19. 강림초등학교 무례분교 설립 인가
- 1952.02.09. 부곡초등학교 승격 인가
- 1989.03.01. 부곡분교장 격하
- 2011.03.01. 폐교